# 関東鉄道竜ヶ崎線
竜ヶ崎線（りゅうがさきせん）は、茨城県龍ケ崎市の佐貫駅と竜ヶ崎駅を結ぶ関東鉄道の鉄道路線である。

## 概要
東日本旅客鉄道（JR東日本）常磐線龍ケ崎市駅との乗換駅である佐貫駅から東南東へ向かい、龍ケ崎市の中心市街地へと延びる全長4.5キロメートル、唯一の途中駅入地駅を含めて3駅を片道7分で結ぶ短距離路線である。
線形は各駅付近を除きほぼ直線である。関東鉄道常総線と同じく非電化・内燃動力（気動車使用）の鉄道路線で、全線単線かつ途中に列車交換（行き違い）設備を持たない（全線1閉塞）。休校期間を除く平日朝の列車が2両編成となる以外は、1両編成（単行）で運転されている。
沿線途中は農村地帯で田園風景が広がるが、通勤・通学での利用が多い。ただし沿線の通勤・通学需要を一手に担っているわけではなく、JR龍ケ崎市駅前と流通経済大学龍ケ崎キャンパスは特定バス、竜ヶ崎ニュータウンは関東鉄道の路線バスが結んでおり、竜ヶ崎線は一日数千人程度の小規模な輸送にとどまる。
また、関鉄では混雑時間帯を除きサイクルトレインを実施して旅客運賃のみで自転車をそのまま本路線の旅客列車内に持ち込むことができるようにしている。
2009年（平成21年）3月14日より交通系ICカード「PASMO」を導入し、全駅にIC簡易改札機が設置された。ただし、関鉄の鉄道路線は、同社のバスと異なり交通系ICカード全国相互利用サービス対象外であり、ICカードはPASMO・Suicaの2種類のみ利用可能である。他のカードは乗車・チャージ・切符引き換えのいずれもできない。

### 路線データ
- 管轄（事業種別）：関東鉄道（第一種鉄道事業者）
- 路線距離（営業キロ）：4.5 km[9][1]
- 軌間：1067 mm[1]
- 駅数：3駅（起終点駅含む）[4][1]
- 複線区間：なし（全線単線）[4]
- 電化区間：なし（全線非電化）
- 閉塞方式：スタフ閉塞式[10]（全線1閉塞区間で列車交換はしない）
- 車両基地所在駅：竜ヶ崎駅（組織上は常総線水海道車両区の一部）
- 最高速度：50 km/h[3]

## 歴史
関東鉄道（関鉄）の源流としては最古の会社である1898年設立の竜崎馬車鉄道、後の竜崎鉄道を前身とする。当初馬車鉄道として計画されたが、輸送力を確保するため蒸気軽便鉄道に変更し、区間も敷設免許取得時は藤代 - 竜ヶ崎間であったが、費用の削減のため小貝川に架橋する必要がない佐貫に起点を変更して建設した。1900年の竜崎鉄道開業と同時に日本鉄道は乗り換え駅として佐貫駅（現在の龍ケ崎市駅）を開設した。なお、当初の計画区間の藤代方面には直営の路線バス竜ヶ崎取手線（竜ヶ崎駅 - 藤代 - 取手駅）が2022年時点でも運行されている。
1944年に鹿島参宮鉄道の路線となり、常総筑波鉄道との合併で関東鉄道の路線となった。旧鹿島参宮鉄道で唯一現存する鉄道である。
- 1900年（明治33年）8月14日：竜崎鉄道佐貫駅 - 竜ヶ崎駅間が開業[2]。日本鉄道（現在の常磐線）佐貫駅（現在の龍ケ崎市駅）も同時に開業した[2]。当時は762mm軌間の蒸気軽便鉄道であった[2]。
- 1901年（明治34年）1月1日：入地駅開業[11][12][13]。
- 1915年（大正4年）7月：1067mmに改軌[2]。
- 1927年（昭和2年）9月13日：ガソリンカー運行開始[2]。
- 1944年（昭和19年）5月13日：竜崎鉄道は鹿島参宮鉄道に鉄道事業を移譲[14]。
- 1957年（昭和32年）：佐貫駅 - 入地駅間の南中島駅、入地駅 - 竜ヶ崎駅間の門倉駅廃止[2]。
- 1965年（昭和40年）6月1日：鹿島参宮鉄道と常総筑波鉄道が合併して関東鉄道となり、竜ヶ崎線となる[2]。
- 1971年（昭和46年）
  - 4月1日：貨物営業廃止[2]。
  - 8月1日：日本の旅客列車初のワンマン運転を開始[2]。
- 2014年（平成26年）3月17日：龍ケ崎市市制施行60周年記念事業として、同市公式マスコットキャラクター「まいりゅう」のラッピング車両「まいりゅう号」（初代）が運行開始[15]。
- 2017年（平成29年）10月22日：龍ケ崎市をPRするために市内各中学の生徒が描いたイラストを配したラッピング車両「まいりゅう号」（2代目）が運行開始[16]。
- 2021年（令和3年）9月16日：佐貫駅終日無人化[17]。

## 運行形態
全列車ワンマン運転の普通列車（各駅停車）で列車交換はなく1編成の列車のみが佐貫駅 - 竜ヶ崎駅間の全線を行き来する。区間運転、他路線への乗り入れはない。5時 - 23時台に1日40往復運行されており、毎時1 - 3本である。
他社幹線から枝分かれする短距離路線の性格上、等間隔ではなく、佐貫駅でのJR常磐線接続を考慮してダイヤグラムを決めている。東京方面との接続が重視されており、時刻表によると佐貫駅行き列車は東京方面行きの列車に概ね4分前後で接続するように設定されており、特別快速列車に乗り継げる場合は、竜ヶ崎駅から東京駅まで1時間で到達できるよう工夫されている。

## 運賃
龍ケ崎コロッケ200円割引券付きの1日乗車券「竜鉄コロッケ☆フリーきっぷ」（600円）もある。

## 利用状況
佐貫駅 - 竜ヶ崎駅間を利用する乗客が全体の90%以上を占めており、かつ接続路線との乗り継ぎ利用が多く、常磐線に対する典型的な培養路線となっている。
2020年度の混雑率は14%となっており、ピーク時1時間の輸送人員115人は、キハ2000形気動車2両×3本の座席数（240席）どころか1両の定員（139名）にも満たない状況となっている。2023年度は52%まで回復した。

### 輸送実績
竜ヶ崎線の近年の輸送実績を下表に記す。表中、最高値を赤色で、最高値を記録した年度以降の最低値を青色で、最高値を記録した年度以前の最低値を緑色で表記している。
| 年度別輸送実績     | 年度別輸送実績                  | 年度別輸送実績                  | 年度別輸送実績                  | 年度別輸送実績                  | 年度別輸送実績  | 年度別輸送実績 |
| 年度               | 輸送実績（乗車人員）：万人/年度 | 輸送実績（乗車人員）：万人/年度 | 輸送実績（乗車人員）：万人/年度 | 輸送実績（乗車人員）：万人/年度 | 輸送密度 人/1日 | 特記事項       |
| ------------------ | ------------------------------- | ------------------------------- | ------------------------------- | ------------------------------- | --------------- | -------------- |
| 年度               | 通勤定期                        | 通学定期                        | 定期外                          | 合計                            | 輸送密度 人/1日 | 特記事項       |
| 1975年（昭和50年） | 93.8                            | 59.2                            | 70.8                            | 238.2                           | 6,043           |                |
| 1976年（昭和51年） | 85.6                            | 58.6                            | 67.9                            | 212.2                           | 5,734           |                |
| 1977年（昭和52年） | 80.4                            | 60.6                            | 65.3                            | 206.3                           | 5,564           |                |
| 1978年（昭和53年） | 73.7                            | 59.1                            | 59.3                            | 192.2                           | 5,188           |                |
| 1979年（昭和54年） | 72.8                            | 54.4                            | 54.5                            | 181.8                           | 4,899           |                |
| 1980年（昭和55年） | 69.8                            | 51.9                            | 53.2                            | 175.0                           | 4,714           |                |
| 1981年（昭和56年） | 65.9                            | 48.6                            | 50.5                            | 165.1                           | 4,641           |                |
| 1982年（昭和57年） | 62.9                            | 43.7                            | 49.3                            | 156.0                           | 4,216           |                |
| 1983年（昭和58年） | 59.9                            | 40.1                            | 51.9                            | 152.0                           | 4,702           |                |
| 1984年（昭和59年） | 57.1                            | 38.5                            | 48.6                            | 144.2                           | 4,518           |                |
| 1985年（昭和60年） | 52.3                            | 37.0                            | 47.4                            | 136.7                           | 3,699           |                |
| 1986年（昭和61年） | 46.9                            | 35.9                            | 45.3                            | 128.1                           | 3,473           |                |
| 1987年（昭和62年） | 43.2                            | 36.9                            | 44.8                            | 124.9                           | 3,376           |                |
| 1988年（昭和63年） | 43.2                            | 38.2                            | 50.9                            | 132.3                           | 3,592           |                |
| 1989年（平成元年） | 44.3                            | 44.2                            | 54.3                            | 142.8                           | 3,878           |                |
| 1990年（平成2年）  | 43.3                            | 49.1                            | 57.1                            | 149.5                           | 4,058           |                |
| 1991年（平成3年）  | 41.7                            | 49.8                            | 61.9                            | 153.4                           | 4,149           |                |
| 1992年（平成4年）  | 40.9                            | 46.7                            | 65.0                            | 152.6                           | 4,138           |                |
| 1993年（平成5年）  | 41.9                            | 49.9                            | 67.9                            | 159.7                           | 4,327           |                |
| 1994年（平成6年）  | 41.2                            | 52.2                            | 66.8                            | 160.2                           | 4,348           |                |
| 1995年（平成7年）  | 42.6                            | 51.5                            | 67.0                            | 161.1                           | 4,364           |                |
| 1996年（平成8年）  | 42.0                            | 46.1                            | 67.1                            | 155.2                           | 4,214           |                |
| 1997年（平成9年）  | 42.7                            | 42.7                            | 66.8                            | 152.2                           | 4,138           |                |
| 1998年（平成10年） | 39.7                            | 41.5                            | 66.5                            | 147.7                           | 4,007           |                |
| 1999年（平成11年） | 34.6                            | 40.5                            | 61.3                            | 136.4                           | 3,693           |                |
| 2000年（平成12年） | 31.6                            | 37.9                            | 56.9                            | 126.4                           | 3,433           |                |
| 2001年（平成13年） | 31.3                            | 36.2                            | 53.5                            | 121.0                           | 3,288           |                |
| 2002年（平成14年） | 28.9                            | 30.8                            | 51.7                            | 111.4                           | 3,027           |                |
| 2003年（平成15年） | 29.1                            | 29.9                            | 51.5                            | 110.5                           | 2,989           |                |
| 2004年（平成16年） | 28.7                            | 27.2                            | 48.9                            | 104.8                           | 2,837           |                |
| 2005年（平成17年） |                                 |                                 |                                 | 102.4                           |                 |                |
| 2006年（平成18年） |                                 |                                 |                                 |                                 |                 |                |
| 2007年（平成19年） |                                 |                                 |                                 | 96.7                            |                 |                |
| 2008年（平成20年） |                                 |                                 |                                 | 93.4                            |                 |                |
| 2009年（平成21年） | 29.4                            | 19.5                            | 42.3                            | 91.2                            | 2,464           |                |
| 2010年（平成22年） |                                 |                                 |                                 | 86.9                            |                 |                |
| 2011年（平成23年） |                                 |                                 |                                 | 84.0                            |                 |                |
| 2012年（平成24年） | 30.0                            | 18.3                            | 37.4                            | 85.7                            | 2,266           |                |
| 2013年（平成25年） | 30.0                            | 18.7                            | 37.6                            | 86.3                            | 2,325           |                |
| 2014年（平成26年） | 29.4                            | 20.2                            | 37.3                            | 86.9                            | 2,341           |                |
| 2015年（平成27年） | 29.1                            | 20.6                            | 38.2                            | 87.9                            | 2,249           |                |
| 2016年（平成28年） | 28.2                            | 18.7                            | 38.1                            | 85.0                            | 2,293           |                |
| 2017年（平成29年） | 30.5                            | 18.7                            | 38.5                            | 87.6                            | 2,368           |                |
| 2018年（平成30年） | 27.7                            | 17.8                            | 38.3                            | 83.8                            | 2,261           |                |
| 2019年（令和元年） | 25.9                            | 18.4                            | 36.7                            | 81.0                            | 2,179           |                |
| 2020年（令和2年）  | 21.9                            | 11.6                            | 23.2                            | 56.7                            | 1,524           |                |
| 2021年（令和3年）  | 21.3                            | 13.3                            | 25.7                            | 60.5                            | 1,662           |                |

### 収入実績
竜ヶ崎の近年の収入実績を下表に記す。表中、最高値を赤色で、最高値を記録した年度以降の最低値を青色で、最高値を記録した年度以前の最低値を緑色で表記している。
| 年度別収入実績     | 年度別収入実績          | 年度別収入実績          | 年度別収入実績          | 年度別収入実績          | 年度別収入実績          | 年度別収入実績     | 年度別収入実績   |
| 年度               | 旅客運賃収入：千円/年度 | 旅客運賃収入：千円/年度 | 旅客運賃収入：千円/年度 | 旅客運賃収入：千円/年度 | 旅客運賃収入：千円/年度 | 運輸雑収 千円/年度 | 総合計 千円/年度 |
| ------------------ | ----------------------- | ----------------------- | ----------------------- | ----------------------- | ----------------------- | ------------------ | ---------------- |
| 年度               | 通勤定期                | 通学定期                | 定期外                  | 手小荷物                | 合計                    | 運輸雑収 千円/年度 | 総合計 千円/年度 |
| 1975年（昭和50年） | 74,456                  | ←←←←                    | 55,076                  | 2,704                   | 132,236                 | 4,394              | 136,630          |
| 1976年（昭和51年） | 85,735                  | ←←←←                    | 64,651                  | 2,994                   | 153,380                 | 4,547              | 157,927          |
| 1977年（昭和52年） | 86,773                  | ←←←←                    | 62,646                  | 3,405                   | 152,825                 | 4,972              | 157,798          |
| 1978年（昭和53年） | 98,277                  | ←←←←                    | 72,608                  | 2,902                   | 173,787                 | 5,014              | 108,801          |
| 1979年（昭和54年） | 99,271                  | ←←←←                    | 67,169                  | 2,742                   | 169,183                 | 4,977              | 174,162          |
| 1980年（昭和55年） | 95,243                  | ←←←←                    | 65,386                  | 2,154                   | 162,783                 | 4,904              | 167,688          |
| 1981年（昭和56年） | 99,768                  | ←←←←                    | 70,950                  | 1,351                   | 172,070                 | 4,807              | 176,877          |
| 1982年（昭和57年） | 97,869                  | ←←←←                    | 70,593                  | 1,171                   | 169,633                 | 4,933              | 174,566          |
| 1983年（昭和58年） | 94,616                  | ←←←←                    | 77,601                  | 680                     | 172,896                 | 4,556              | 177,452          |
| 1984年（昭和59年） | 93,801                  | ←←←←                    | 73,955                  | 0                       | 167,756                 | 3,978              | 171,734          |
| 1985年（昭和60年） | 87,878                  | ←←←←                    | 71,760                  | 0                       | 159,638                 | 4,227              | 163,865          |
| 1986年（昭和61年） | 84,658                  | ←←←←                    | 74,450                  | 0                       | 159,108                 | 6,132              | 165,240          |
| 1987年（昭和62年） | 48,847                  | 35,420                  | 77,020                  | 0                       | 161,287                 | 6,244              | 167,531          |
| 1988年（昭和63年） | 48,932                  | 37,022                  | 87,751                  | 0                       | 173,705                 | 6,217              | 179,922          |
| 1989年（平成元年） | 50,640                  | 42,662                  | 96,299                  | 0                       | 189,601                 | 6,244              | 195,845          |
| 1990年（平成2年）  | 49,023                  | 46,786                  | 101,323                 | 0                       | 197,132                 | 7,662              | 204,794          |
| 1991年（平成3年）  | 47,600                  | 47,469                  | 110,187                 | 0                       | 205,256                 | 10,672             | 215,928          |
| 1992年（平成4年）  | 46,744                  | 44,711                  | 115,714                 | 0                       | 207,169                 | 10,143             | 217,312          |
| 1993年（平成5年）  | 47,857                  | 47,567                  | 120,638                 | 0                       | 216,062                 | 10,803             | 226,865          |
| 1994年（平成6年）  | 46,644                  | 49,692                  | 118,463                 | 0                       | 214,799                 | 12,948             | 227,747          |
| 1995年（平成7年）  | 48,213                  | 48,969                  | 118,736                 | 0                       | 215,918                 | 15,490             | 231,408          |
| 1996年（平成8年）  | 47,469                  | 43,910                  | 118,577                 | 0                       | 209,956                 | 16,452             | 226,408          |
| 1997年（平成9年）  | 48,413                  | 40,679                  | 116,476                 | 0                       | 205,568                 | 16,963             | 222,531          |
| 1998年（平成10年） | 44,857                  | 39,517                  | 115,924                 | 0                       | 200,298                 | 15,580             | 215,878          |
| 1999年（平成11年） | 38,893                  | 38,670                  | 106,843                 | 0                       | 184,406                 | 17,532             | 201,938          |
| 2000年（平成12年） | 35,620                  | 36,381                  | 99,141                  | 0                       | 171,142                 | 13,131             | 184,273          |
| 2001年（平成13年） | 35,219                  | 34,754                  | 93,043                  | 0                       | 163,016                 | 12,130             | 175,146          |
| 2002年（平成14年） | 32,604                  | 29,561                  | 89,902                  | 0                       | 152,067                 | 13,935             | 166,002          |
| 2003年（平成15年） | 32,855                  | 28,572                  | 89,331                  | 0                       | 150,758                 | 15,342             | 166,100          |
| 2004年（平成16年） | 32,178                  | 26,063                  | 84,685                  | 0                       | 142,926                 | 15,022             | 157,948          |
| 2005年（平成17年） |                         |                         |                         |                         |                         |                    |                  |
| 2006年（平成18年） |                         |                         |                         |                         |                         |                    |                  |
| 2007年（平成19年） |                         |                         |                         |                         |                         |                    |                  |

### 混雑率・集中率
最混雑区間は竜ヶ崎駅→佐貫駅
| 年度               | 最混雑区間輸送実績 | 最混雑区間輸送実績 | 最混雑区間輸送実績    | 最混雑区間輸送実績 | 最混雑区間輸送実績 | 最混雑区間輸送実績 | 特記事項                                  |
| 年度               | 時間帯             | 運転本数           | 輸送力（1両当り）：人 | 輸送量：人         | 混雑率             | 集中率             | 特記事項                                  |
| ------------------ | ------------------ | ------------------ | --------------------- | ------------------ | ------------------ | ------------------ | ----------------------------------------- |
| 1989年（平成元年） |                    | 3両×2本            | 738(123)              | 510                | 69%                | 28%                |                                           |
| 1996年（平成8年）  | 7:30-              | 3両×2本 2両×1本    | 984(123)              | 653                | 66%                | 29%                |                                           |
| 2002年（平成14年） | 6:42-              | 2両×3本            | 834(139)              | 353                | 42%                | 25%                | 車両自体に変化はないので1両123名の場合48% |

## 車両
片側3ドア車を基本とし、全てステップ付きとなっている。各駅のホームは竜ヶ崎駅方に向かって全て右側に設置されているため、竜ヶ崎駅方の運転台は、乗務員を兼ねる運転士が乗降の安全確認を行いやすい進行方向右側に設置されている。ワンマン運転対応であるが、無人駅は長らく途中の入地駅のみであったため、整理券発行機・運賃箱等の設備はない。

### キハ532形
532の1両が在籍。元国鉄キハ20系気動車の走行装置を流用し、車体新製した車両である。1981年12月竣工。
キハ310形(313 - 318)・0形と同様に新潟鐵工所製で、前面が切妻3枚窓の貫通扉付きでよく似ているが、側面は片開き3ドアかつステップ付きとなっている点が異なる。登場当時からワンマン運転対応となっているが、ワンマン表示機以外に目立つ専用装備は存在しない。これは運行区間が短いことによる特徴で、容量増設が必要ない燃料タンクも走行装置と同じくキハ20用タンクをそのまま流用している。キハ310形と異なり、前照灯の位置変更や方向幕の設置工事は行われていない。乗務員室は全室構造である。客室ドアはホームのない側にも非常用として設置されている。
現在では、毎週土曜日の終日に定期運行され、運転予定が公式サイトで発表されている。

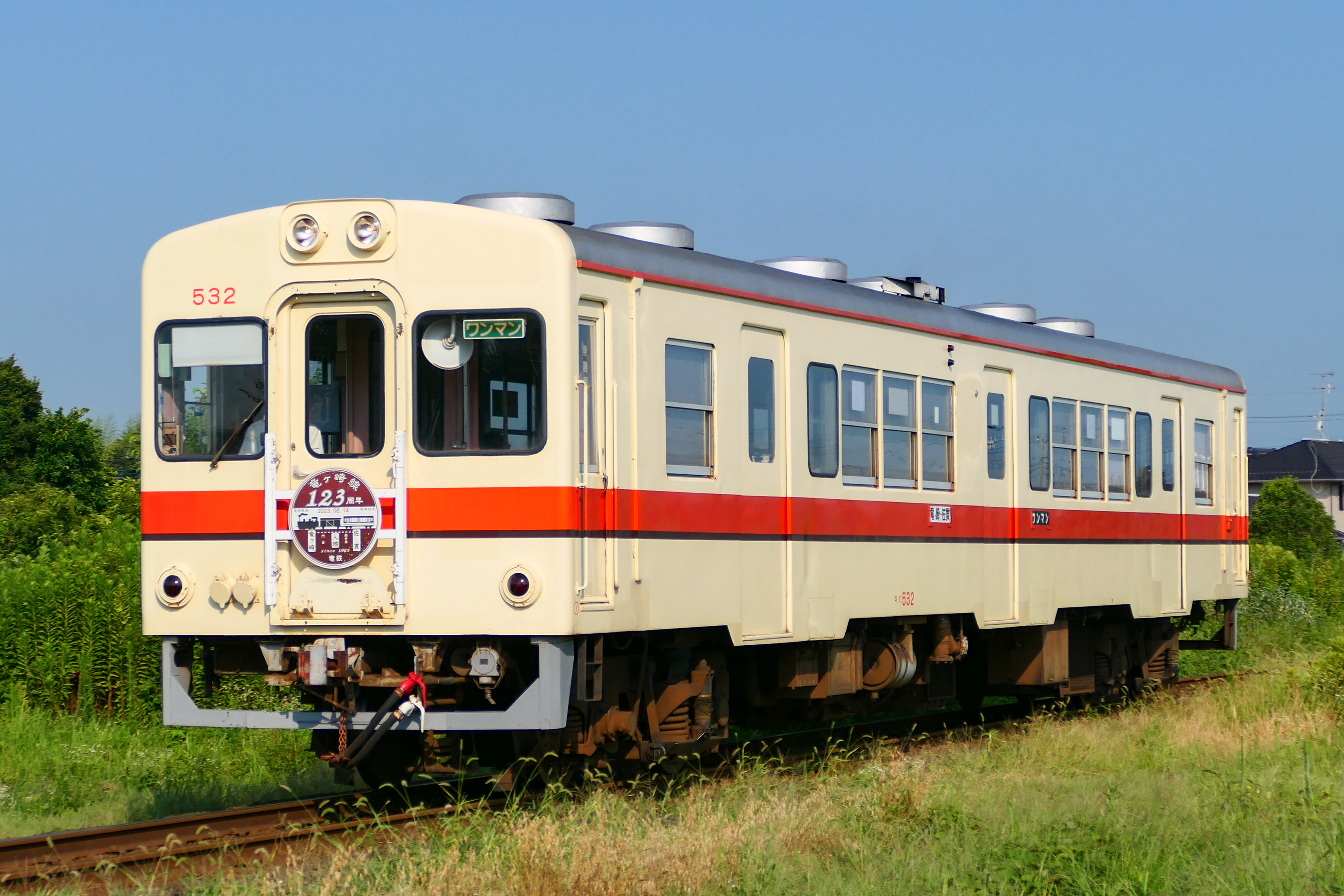
キハ532 （2023年7月27日）
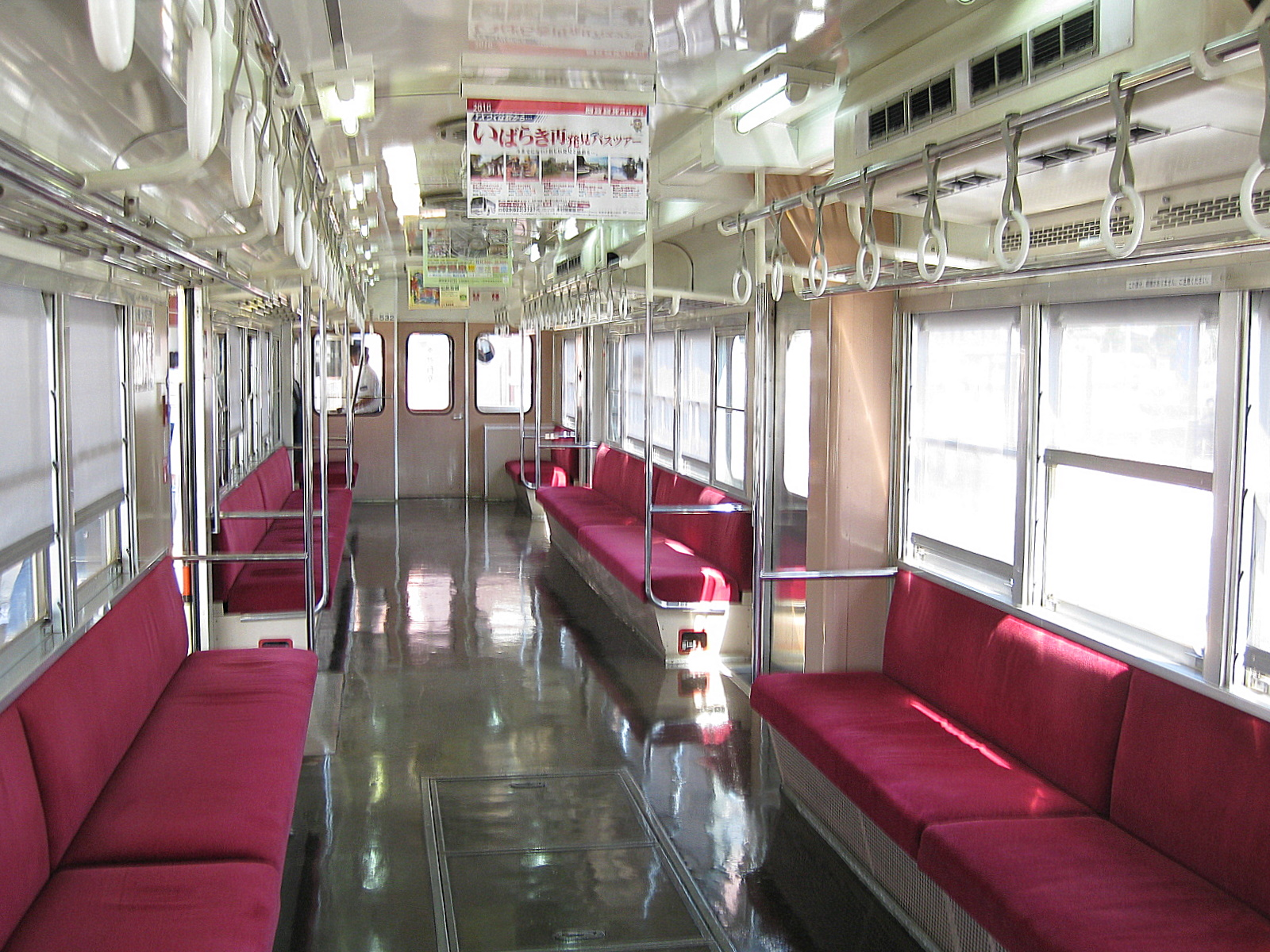
キハ532の車内 （2007年8月14日）
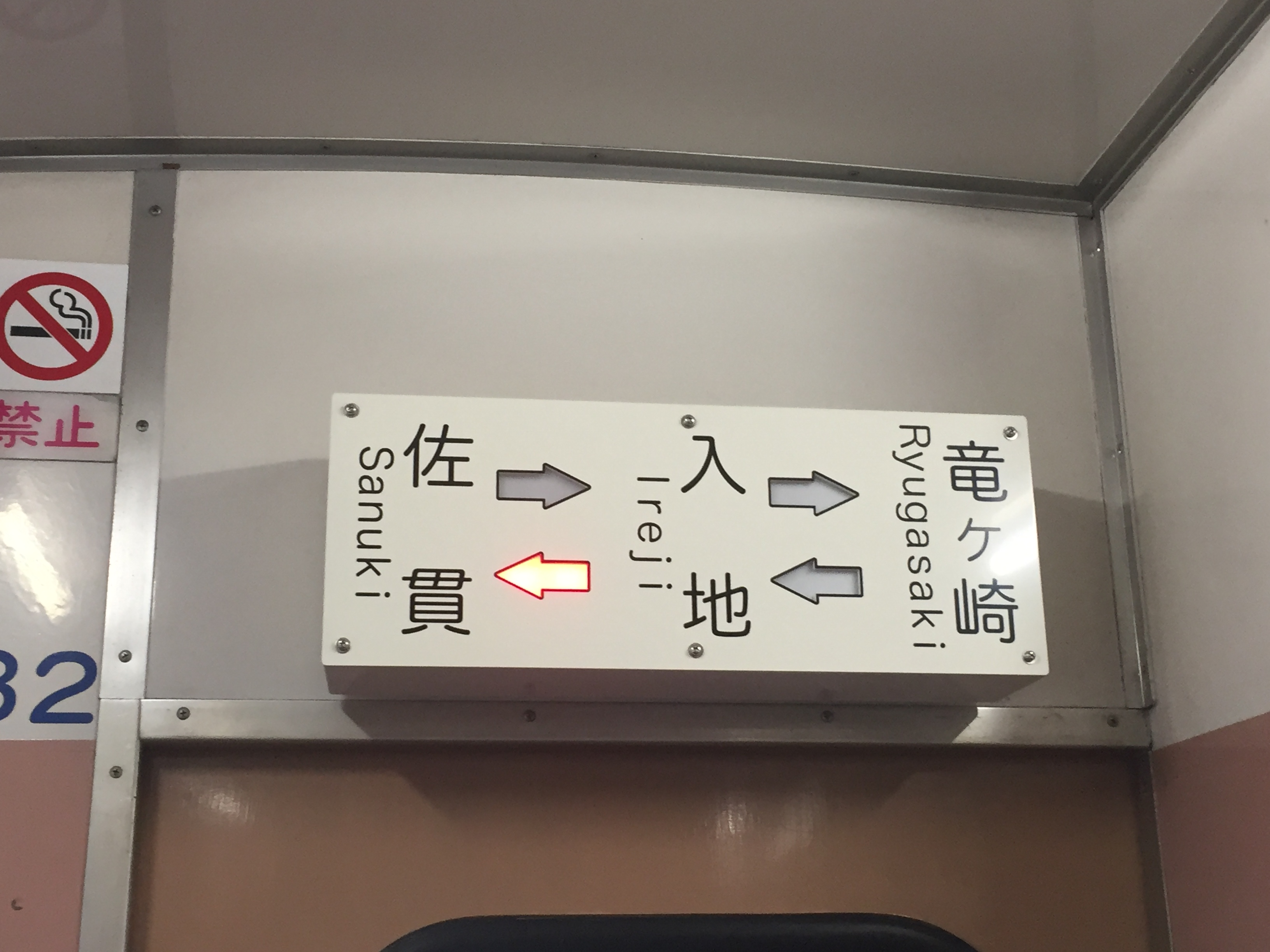
車端上部にある着駅案内表示灯 （2022年6月18日）
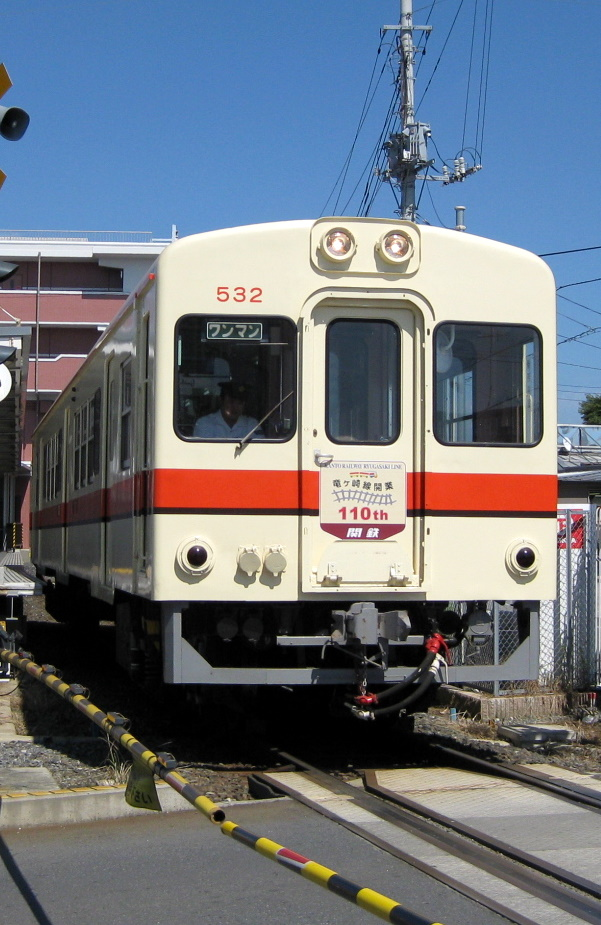
竜ヶ崎線110周年記念のヘッドマークを掲げたキハ532 （2007年8月14日）

### キハ2000形
2001・2002の2両が在籍。1997年新潟鉄工所製の自社発注車。常総線配置のキハ2100形シリーズと同様に側面は両開き3ドアだが、ステップ付きとなっている点が異なる。乗務員室は完全な半室構造となり、乗務員室扉はホーム側にのみ設置。反対側は小窓が設置されており、仕切りもないため前面展望が可能。客室ドアはホームのない側にも非常用として設置されている。

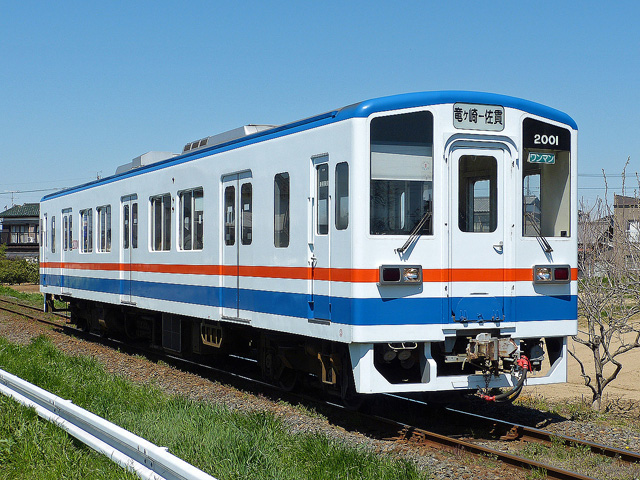
キハ2000形 （2019年4月4日）

### 過去の車両

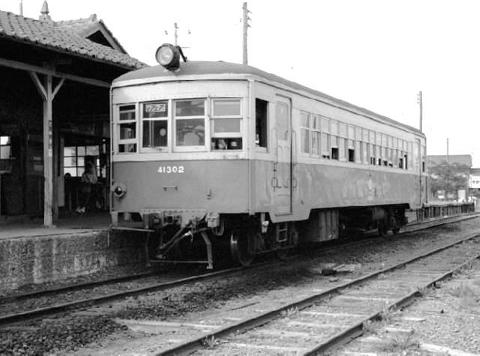
佐貫駅に停車するキハ41302。右側の線路は機回し線。
（1979年9月16日）

キハ100形(101 - 103)
鹿島参宮鉄道初の2軸ガソリンカー。102は晩年はエンジンを外され、事実上客車状態であった。103は1965年廃車。
キハ305形（初代）(305)
常総鉄道キホハ62を改番したもの。常総筑波鉄道キハ300（初代）とほぼ同型。キハ300が2段窓なのに対し、こちらは小型の1段窓。1970年に廃車。
キハ40402形(40402)
元阿南鉄道キハ201（1932年製）。阿南鉄道の買収により国鉄に引き取られてキハ40510となり、その後キハ40307に改番された。第二次世界大戦後、鹿島参宮鉄道に引き取られ、ホハフ402となった後に、キハ40402となった。前面は非常に変わった4枚窓で、前から見て左から1枚目と3枚目が大きく、2枚目と4枚目が小さいというスタイルであった。側面も前後非対称で、佐貫駅側は運転台のすぐ後ろにドアがあるが、竜ヶ崎駅側は運転台とドアの間に窓が2枚あった。前照灯は、鹿島参宮鉄道特有の小型の物であった。1970年廃車。
キハ41300形(41301・41302・41303)
元国鉄キハ04形気動車。
国鉄キハ04 7→鹿島参宮鉄道キハ41301 1958年譲受。当初は鉾田線に配置された後、移籍。
国鉄キハ04 36→鹿島参宮鉄道キハ41302 1960年譲受。
国鉄キハ04 18→鹿島参宮鉄道キハ41303 1962年譲受。
41301・41303は1969年の江若鉄道からの転入後に鉾田線へ移籍したが、41302はそのまま残されて1971年にワンマン化され、同時に竜ヶ崎方の運転台が右側に移された（ワイパーの位置でわかる）。変速機が機械式から液体式へ改造され、かなり遅くまでほぼ原形に近い車体のまま運用された。もっとも電磁空気リンク式総括制御装置を搭載しなかったため他の液体式変速機採用形式との併結時に総括制御ができなかった。1982年廃車。
キサハ41800形(41801)
元国鉄キハ04 23。1964年譲受。入線時に車体更新を実施し、エンジンを下ろして付随車となっている。何故かクリーム色1色であった。後に常総線に転属、さらに最後は筑波線に配置された。1979年廃車。
キハ5120形(5121・5122)→キハ520形(521・522)
元江若鉄道キハ5121・5122。1969年譲受。共に以下の通り複雑な経緯を辿っている。
国鉄キハ42043→江若鉄道C18形キハ18→C28SM形キハ5121→関東鉄道キハ5121→キハ521
国鉄キハ42017→長門鉄道キハ11→江若鉄道C18形キハ19→L29SM形キハ5122→関東鉄道キハ5122→キハ522
江若鉄道では、1965年に液体式変速機を搭載した気動車の総括制御による長大な「気動車列車」実現のため、総括制御化・片運転台化・連結面側妻面への貫通路設置が実施され、その際客用扉を移設して乗務員室を拡大、乗務員扉が設置された。関東鉄道に転入後、1971年の竜ヶ崎線ワンマン化の際に編成中間に連結されていたハ5010を外し、さらに客扱いの便を図って竜ヶ崎方のキハ5121は運転台の右側移設を実施した。1972年にキハ520形キハ521・522へ改番され、1975年に大栄車輌にて車体を新造したが、その後も台車は製造時のTR29のまま使用された。新車体は常総線のキハ310形に似たデザインだが、最大幅が2,720mmとキハ310より160mm細く、またホーム床面高さが低い当線の地上設備事情と、種車から流用した背の高い縦型機関を搭載したことから、客用扉はステップ付きとしている。貫通幌は連結面側妻面にのみ設置され、運転台側妻面は貫通扉こそ設置されたものの、手摺が取り付けられているのみであった。通常はキハ521とキハ522で編成を組んで使用されたが、いずれかの故障時や検査時、あるいはラッシュ時にはキハ531およびキハ532と組んで2両ないしは3両編成で運用された。1997年3月26日に運用を離脱し廃車。なお、本形式2両とキハ531、それに竜ヶ崎線配置時代のハ5010の4両は、関東鉄道として初の貫通幌常用車両である。
キハ5123形(5123)→キハ530形(531)
江若鉄道C25M形キニ5123。1969年譲受。本来はC6形キニ6として兵庫県神戸市の川崎車両で1931年に製造された、両運転台の120人乗り機械式ガソリンカー。愛知県名古屋市の日本車輌製造本店で製造された同時発注のC4形キニ4・キニ5と共に国鉄に先駆けて18m級の大型車体を日本で初めて実現した、戦前日本の気動車発達史を飾る記念碑的形式である。1965年に「気動車列車」実現のため変速機およびクラッチを機械式のコッターFAおよびロング34Aから液体式の振興造機TC-2に変更、電磁空気リンク式の総括制御装置も搭載して総括制御化され、車体も両端に貫通路を設置するなど大改造された。関東鉄道へ移籍当初、番号・車体はそのままに運用され、1971年にワンマン化、1972年にキハ531へ改番された。車体の老朽化が深刻となった1977年には大栄車輌にてキハ520とほぼ同一仕様の両運転台式車体を新造、車体更新を実施した。2001年に廃車。
ハ5010形(5010)
元江若鉄道C22M形ハ5010。1969年譲受。本来はC10形キニ10として兵庫県神戸市の川崎車両で1935年に製造された、両運転台かつ流線形の18m級120人乗り機械式ガソリンカー。C4形・C6形の後継増備形式にあたり、日本車輌製造本店製のC9形キニ9と競作されたものである。1965年に上述のC28SM・L29SM形の中間車として大改造され、運転台を備えない貫通路および総括制御用信号線引き通しのある付随車とされた。譲受後、当初は当線に配置されてそのままキハ5120形の中間車として使用されたが、1971年のワンマン化時に編成から外されて常総線へ移籍、キハ900形2両の間に挟まれる形で使用された後、キサハ71へ改番されて筑波線で1974年まで使用された。
DB11形ディーゼル機関車 (11)
常総筑波鉄道が鬼怒川線の砂利輸送用の蒸気機関車置き換えのため導入したディーゼル機関車。1953年東急横浜製作所製。水海道工場の入換え用を経て竜ヶ崎線に移籍後、貨物営業廃止により1972年に廃車。廃車後は荒川沖駅の霞ヶ浦通運へ売却された。

## 駅一覧
- 全駅が茨城県龍ケ崎市に所在する[注 2]。駅間距離については関東鉄道の運賃表[9]による。
- 線路は全線単線、列車交換不可。車庫は竜ヶ崎駅に所在。
- 他社線連絡改札口はなく、他社への出改札委託も一切していない。

駅員・券売機（ICカードチャージ）・簡易改札機
○：あり、×：なし
| 駅名     | 駅間キロ | 累計キロ | 駅員 | 券売機 | 簡易改札機 | 接続路線                             |
| -------- | -------- | -------- | ---- | ------ | ---------- | ------------------------------------ |
| 佐貫駅   | -        | 0.0      | ×    | ○      | ○          | 東日本旅客鉄道：常磐線（龍ケ崎市駅） |
| 入地駅   | 2.2      | 2.2      | ×    | ×      | ○          |                                      |
| 竜ヶ崎駅 | 2.3      | 4.5      | ○    | ○      | ○          |                                      |

### 廃駅
- 南中島駅 （佐貫駅 - 入地駅間 1900年8月14日[2] - 1957年[23]）
- 門倉駅 （入地駅 - 竜ヶ崎駅間 1900年8月14日[2] - 1957年[23]）